# Beldorf

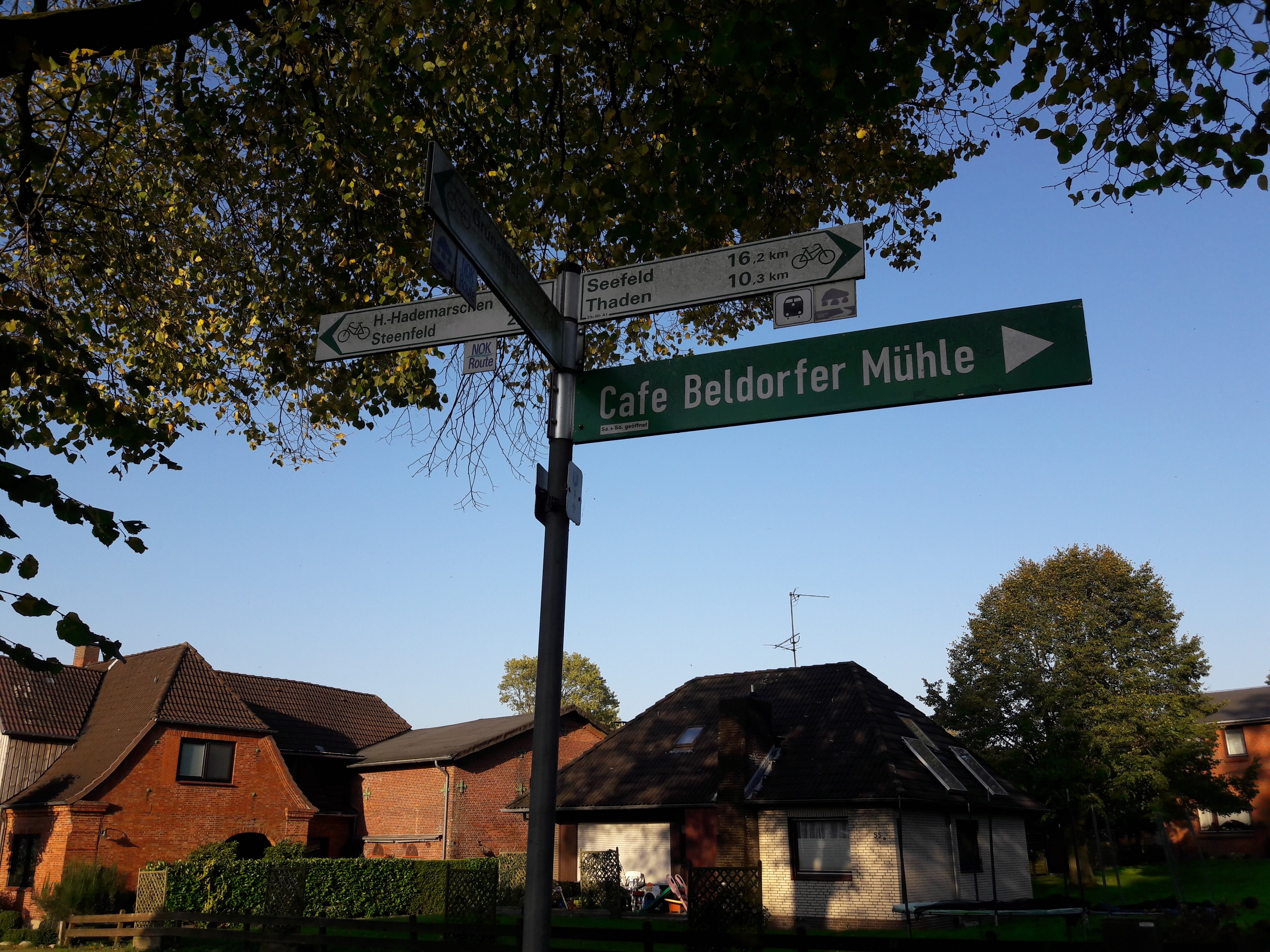
Dorf

Beldorf ist eine Gemeinde im Kreis Rendsburg-Eckernförde in Schleswig-Holstein.

## Geografie

### Geografische Lage
Das Gemeindegebiet von Beldorf erstreckt sich zu beiden Seiten des Nord-Ostsee-Kanals (bei Streckenkilometer 30–34) im Landschaftsraum der Heide-Itzehoer Geest.

### Gemeindegliederung
Die Gemeinde besteht aus dem Dorf Beldorf sowie den kleineren Ortsteilen Grünental, Aalhoop, Wilhelmsburg und Klein Amerika.
Der Name des Ortsteils Klein Amerika (oder Lütt Amerika) bezieht sich auf den Namen eines Hofs, der von 1850 bis 1855 von einem Landwirt aufgebaut wurde, dessen Brüder in die USA ausgewandert waren.

### Nachbargemeinden
Direkt angrenzende Gemeindegebiete von Beldorf sind:
| Wennbüttel (Kreis Dithmarschen) |                                             | Steenfeld |
| Albersdorf (Kreis Dithmarschen) | Kompassrose, die auf Nachbargemeinden zeigt |           |
|                                 | Bornholt                                    | Bendorf   |

## Geschichte

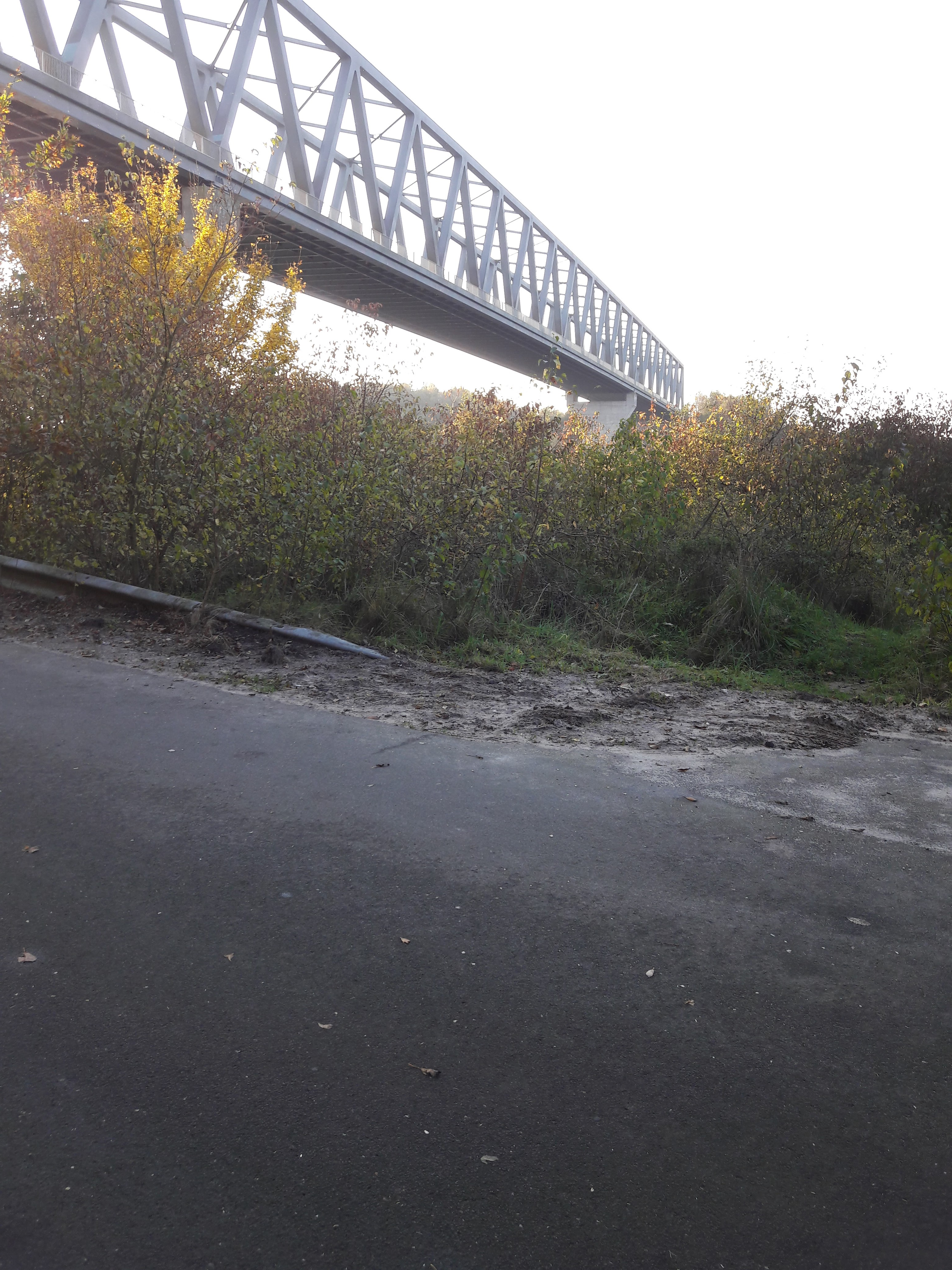
Hochbrücke

Beldorf wurde 1447 erstmals erwähnt, damals noch als „Beltorppe“. Eine mögliche Bedeutung des Ortsnamens könnte „Dorf bei der Anhöhe“ sein.
1892, also drei Jahre vor der Fertigstellung des Nord-Ostsee-Kanals, wurde in Beldorf mit der Grünentaler Hochbrücke die erste Kanalbrücke errichtet. Sie wurde 1986 durch einen Neubau ersetzt.
1998 wurde ein Bürgerwindpark gegründet.

## Politik

### Gemeindevertretung
Bei der Kommunalwahl am 14. Mai 2023 wurden insgesamt neun Sitze vergeben. Diese fielen erneut alle an die Kommunale Wählergemeinschaft Beldorf. Die Wahlbeteiligung betrug 63,2 %.

### Wappen
Blasonierung: „Unter silbernem Schildhaupt, darin die stilisierte Grünentaler Kanalhochbrücke mit roten Pfeilern, blauer Fahrbahn und blauem Tragwerk, in Grün eine bewurzelte goldene Doppeleiche.“

## Verkehr

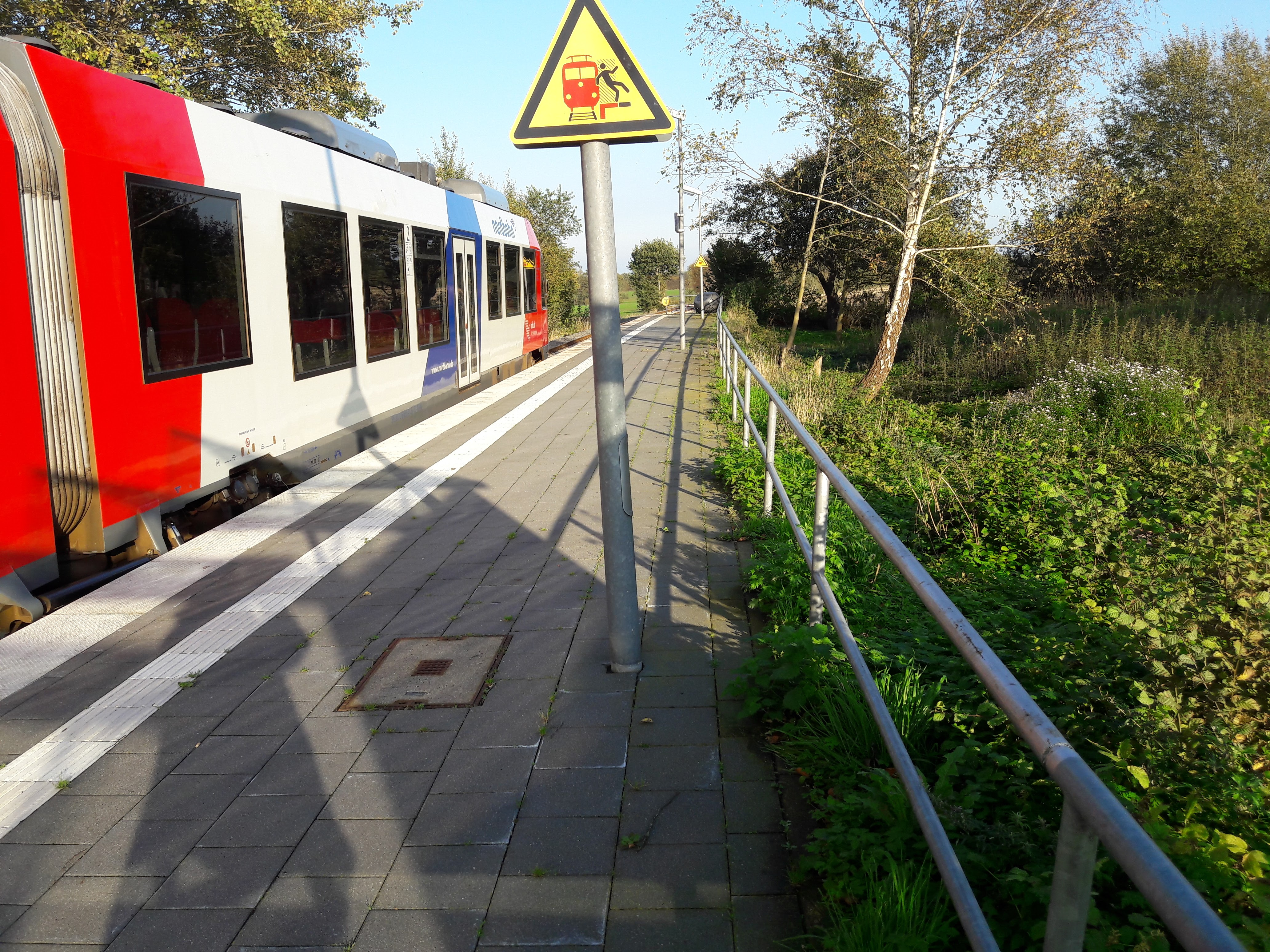
Bahnhof

Die Erschließung des Gemeindegebiets erfolgt im Motorisierten Individualverkehr über die durch das Gemeindegebiet verlaufende Schleswig-Holsteinische Landesstraße 316 im Abschnitt zwischen Albersdorf und Hanerau-Hademarschen. Diese Strecke passiert beim namenstiftenden Ortsteil auf der Grünentaler Hochbrücke die Kanalstrecke. Der nächstgelegene Anschluss an das Bundesfernstraßennetz besteht bei der Autobahn-Anschlussstelle Albersdorf (Nr. 4) der Bundesautobahn 23. Sie wird erreicht über die Landesstraße 146, welche südlich von Albersdorf in Richtung Meldorf von der 316 abzweigt.
Der Ort liegt an der Eisenbahnstrecke Büsum–Heide (Holstein)–Neumünster. An dem eingleisigen Haltepunkt Beldorf besteht Anschluss an die Regionalbahnlinie 63  im Nahverkehrsverbund Schleswig-Holstein, die von der nordbahn betrieben wird. Jede zweite Stunde fährt von hier aus ein Zug in Richtung Büsum über Heide oder nach Neumünster über Hohenwestedt.

## Persönlichkeiten
- Hinrich Möller (1891–1960), in Beldorf geborener Landwirt und Politiker, Mitglied des Landtags von Schleswig-Holstein
- Hans Behnke, 1912–1998, Wildmeister und Autor, Mitbegründer des DeutschenJagdschutzVerbandes 1949